# Батырмурзаев, Абдул-Гамид Нухаевич
Абдул-Гамид Нухаевич Батырмурзаев — общественный и государственный деятель, учёный-филолог Дагестана. Председатель Президиума Верховного Совета Дагестанской АССР (1950—1952).

## Биография
Родился в селе Аксай Хасавюртовского округа Терской области в семье писателя и просветителя Нухая Батырмурзаева. Младший брат Зайналабида Нухаевича Батырмурзаева. По национальности — кумык.

## Образование и наука
В 1923—1926 гг. работал учителем. Одновременно являлся редактором газеты «Ёлдаш» («Спутник»).
В 1926—1930 гг. учился на филологическом факультете Крымского педагогического института.
В 1930—1933 гг. — аспирант Всесоюзного института языка и мышления.
С 1930 года — декан факультета, заведующий кафедрой общего языкознания Крымского педагогического института.
В 1936—1937 гг. — директор Крымского Научно-исследовательского института языка и литературы им. А. С. Пушкина в Симферополе.
В 1939 году стал заведующим кафедрой методики преподавания русского языка и языкознания и замдиректора Дагестанского педагогического института имени С. Стальского по учебной и научной работе, где проработал до 1949 года.
В те же годы являлся старшим научным сотрудником Дагестанского филиала Академии наук СССР.
В 1953—1957 — преподаватель Дагестанского педагогического института имени С. Стальского.

### Научные вехи
Абдул-Гамид Нухаевич Батырмурзаев является:
- автором первой книги на кумыкском языке с кириллическим алфавитом (1938)[3].
- автором орфографического словаря кумыкского языка (1933, 1940, 1951)[3].
- соавтором русско-кумыкского словаря (1960)[3].

## Политика
В 1949 избран секретарём Дагестанского областного комитета ВКП(б).
В 1950—1952 — Председатель Президиума Верховного Совета Дагестанской АССР.
Депутат Верховного Совета СССР 3 созыва.
Депутат Верховного Совета РСФСР 3 созыва.

## Награды
- орден Ленина
- медали.